# Københavns Fængsler
Københavns Fængsler er en organisatorisk enhed under Kriminalforsorgen, der har ansvaret for driften af Københavns fire fængsler: Vestre Fængsel, Blegdamsvejens Fængsel, Politigårdens Fængsel og Nytorvs Fængsel. 
Fængslerne har i alt plads til 545 indsatte og har årligt ca. 4.000 personer indsat. De indsatte er først og fremmest anholdte og varetægtsfængslede fra Københavnsområdet. Der sidder dog også indsatte, der afsoner kortere frihedsstraffe og indsatte, der venter på at blive overført til det statsfængsel, hvor de skal afsone størstedelen af deres dom. 
Københavns Fængsler beskæftiger 720 ansatte, hvoraf ca. 550 er fængselsbetjente.